# I ragazzi di Malibu
I ragazzi di Malibu (Malibu Shores) è una serie televisiva statunitense in 10 episodi trasmessi per la prima volta nel corso di una sola stagione nel 1996. 

## Trama
È un teen drama adolescenziale su una storia d'amore tra una ragazza di Malibù, cittadina costiera della California, e un ragazzo della San Fernando Valley: Chloe Walker, appartenente ad una ricca famiglia, e Zack Morrison, sbandato proveniente da una famiglia di operai. Il loro rapporto non è ben visto in particolar modo dal fratello della ragazza, il violento Josh, e dai suoi amici. Dopo il loro "amore a prima vista", Zach viene trasferito nella scuola di Chloe insieme ai suoi amici (a causa di un terremoto). Il resto degli episodi affronta lo scontro tra i due gruppi. Nell'ultimo episodio andato i onda i due riescono a fuggire insieme con un'auto.

## Personaggi
- Chloe Walker (10 episodi, 1996), interpretata da	Keri Russell.
- Zack Morrison (10 episodi, 1996), interpretato da	Tony Lucca.
- Teddy Delacourt (10 episodi, 1996), interpretato da	Christian Campbell.
- Nina Gerard (10 episodi, 1996), interpretata da	Katie Wright.
- Josh Walker (10 episodi, 1996), interpretato da	Greg Vaughan.
- Kacey Martinez (10 episodi, 1996), interpretato da	Tia Texada.
- Ashley Green (10 episodi, 1996), interpretata da	Charisma Carpenter.
- Benny (10 episodi, 1996), interpretato da	Jacob Vargas.
- Flipper Gage (10 episodi, 1996), interpretato da	Randy Spelling.
- Bree (10 episodi, 1996), interpretato da	Susan Ward.
- Julie Tate (10 episodi, 1996), interpretata da	Essence Atkins.
- Michael Hammon (10 episodi, 1996), interpretato da	Walter Jones.
- Marc Delacourt (10 episodi, 1996), interpretato da	Ian Ogilvy.
- Suki Walker (10 episodi, 1996), interpretata da	Michelle Phillips.
- Seth (5 episodi, 1996), interpretato da	Barry Watson.
- Mr. Morrison (4 episodi, 1996), interpretato da	Ernie Lively.
- Coach Breckinridge (4 episodi, 1996), interpretato da	Madison Mason.
- Martha Lewis (3 episodi, 1996), interpretata da	Kristen Miller.

## Produzione
La serie, ideata da Meg Richman, fu prodotta da Spelling Entertainment e girata a Los Angeles e a Malibù in California. Le musiche furono composte da Dan Foliart. Tra le guest star compaiono Brian Austin Green e Tori Spelling, figlia di Aaron Spelling, uno dei produttori della serie.

### Registi
Tra i registi della serie sono accreditati:
- Christopher Leitch (2 episodi, 1996)
- David Semel (2 episodi, 1996)
- Mark Sobel (2 episodi, 1996)

## Distribuzione
La serie fu trasmessa negli Stati Uniti nel 1996 sulla rete televisiva NBC. In Italia è stata trasmessa dal 1998 su Italia 1 con il titolo I ragazzi di Malibu.
Alcune delle uscite internazionali sono state:
- negli Stati Uniti il 9 marzo 1996 (Malibu Shores)
- in Francia il 14 dicembre 1996 (Couleur pacifique)
- nei Paesi Bassi il 13 luglio 1997
- in Germania il 18 luglio 1998 (Malibu Beach)
- in Svezia il 22 maggio 1999
- in Ungheria il 28 maggio 2005
- in Italia (I ragazzi di Malibu)

## Episodi
| Stagione       | Episodi | Prima TV USA | Prima TV Italia |
| -------------- | ------- | ------------ | --------------- |
| Prima stagione | 10      | 1996         | 1998            |